# Roofing

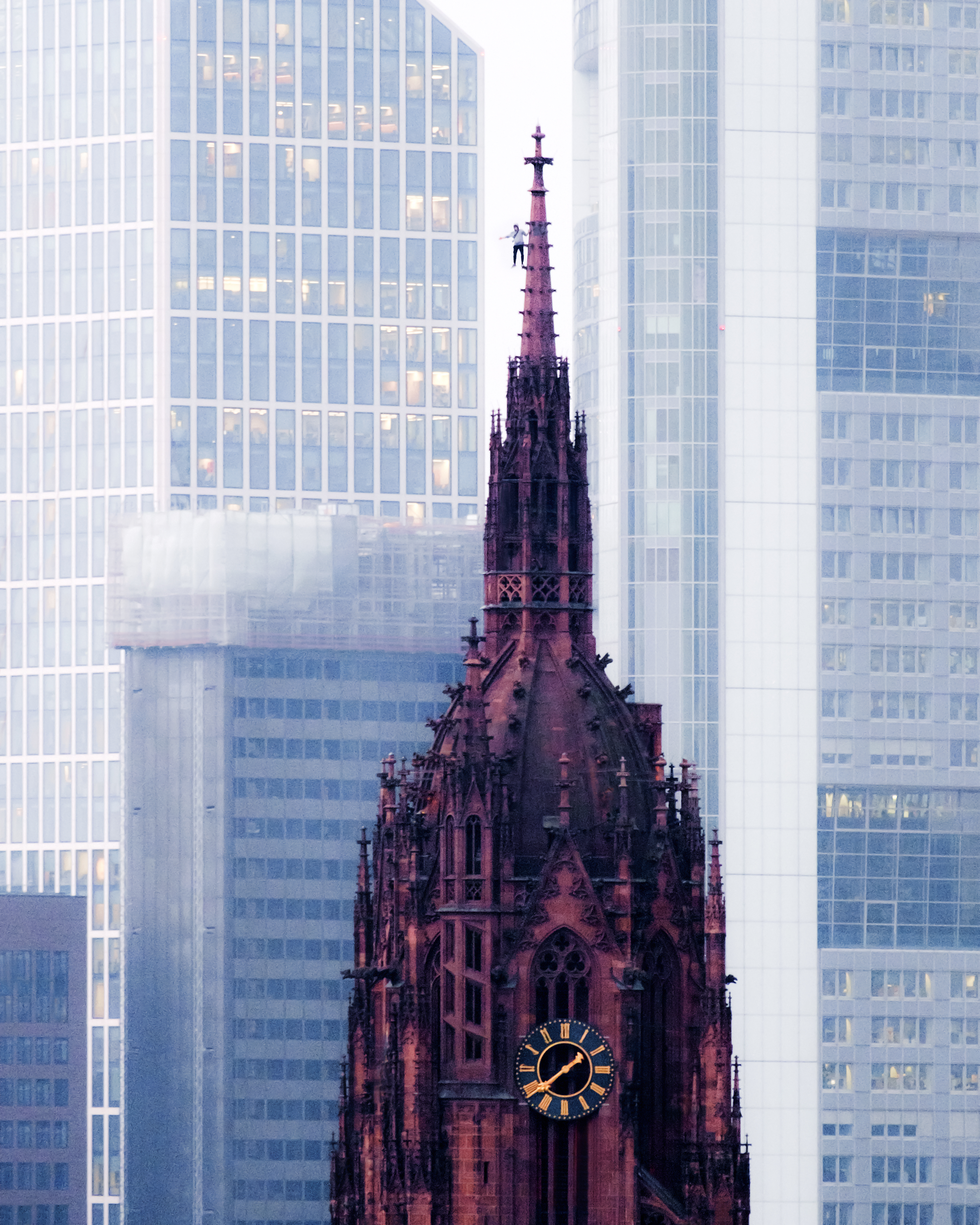
Ein Rooftopper auf der Spitze des Frankfurter Kaiserdoms.

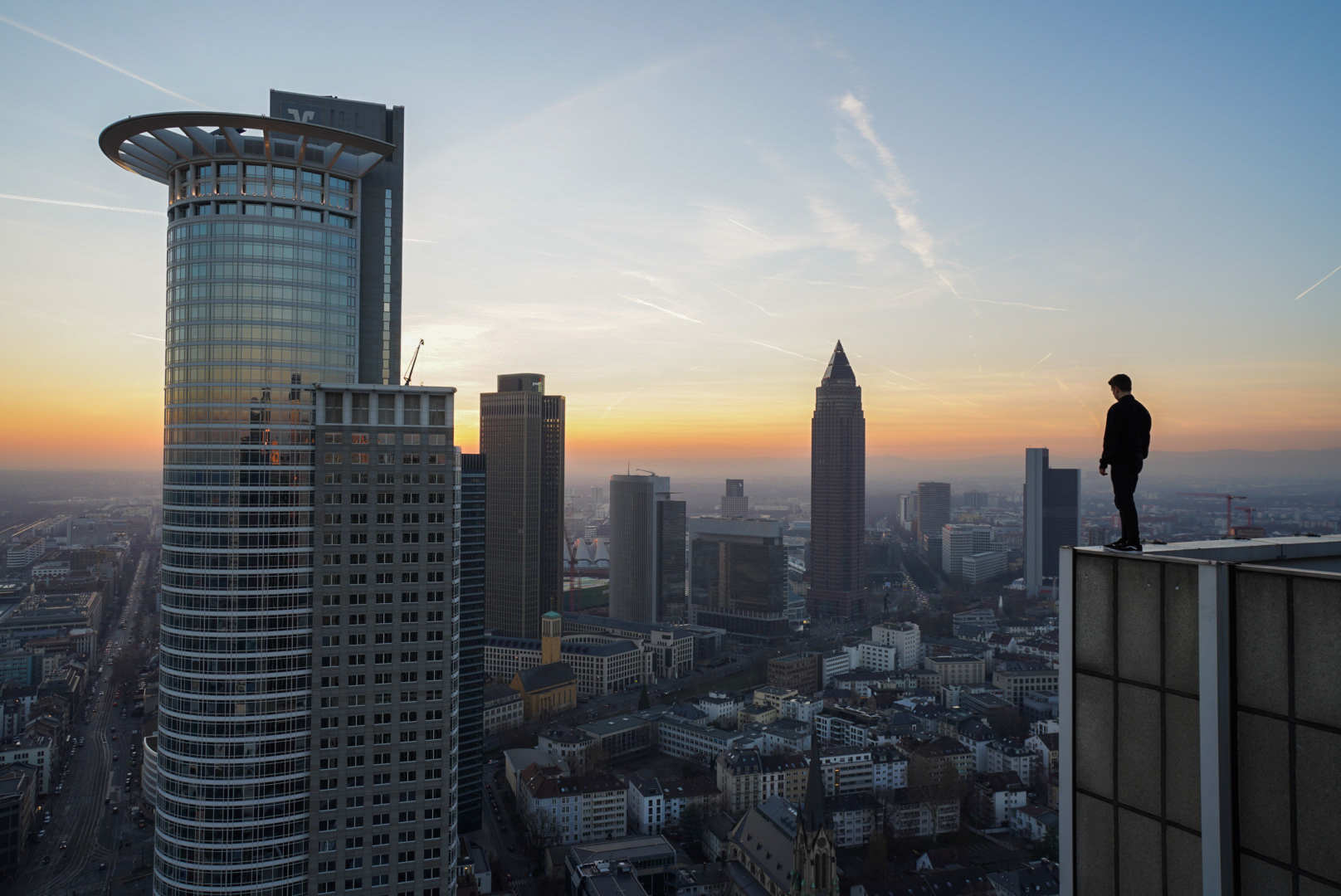
Ein Roofer auf einem Hochhaus in Frankfurt am Main.

Roofing [ˈru:fɪŋ] (englisch für ‚Dacheindeckung‘), auch Rooftopping [ˈru:fˈtɒpɪŋ] (englisch etwa für ‚auf der Dachspitze sein‘) wird eine Tätigkeit genannt, bei der junge Erwachsene ohne Sicherung auf hohe Bauwerke oder Gebäude klettern, um sich dort zu fotografieren oder zu filmen. Solche Personen werden als Roofer [ˈru:fəʳ] oder Roofr [ˈru:fʳ] bezeichnet.

## Allgemeines
Roofing ist eine Form von Urban Exploration – dem Erkunden der städtischen Infrastruktur aus ungewöhnlichen Blickwinkeln. Das Roofing hat sich aus zwei Kletterarten abgespalten, vom Lattice Climbing und vom Buildering (Fassadenklettern), wobei es im Gegensatz zu den anderen Kletterarten nicht zwingend um das Klettern gehen muss. Auch wenn meistens geklettert wird, werden neben dem Erkunden und Fotografieren waghalsige Balanceakte durchgeführt.

## Todesfälle
In der Londoner Rooftopping-Szene kam 2019 ein auf Instagram bekannter Roofer in der Nähe der Waterloo-Station um, als er ein Baugerüst hochkletterte.
Der chinesische Rooftopper Wu Yongning starb, als er an der Dachkante eines 62-stöckigen Hochhauses in Changsha Klimmzüge machte und dabei abrutschte.